# 経済理論学会
経済理論学会（けいざいりろんがっかい、英語: Japan Society of Political Economy）は、日本の学術研究団体の一つ。略称はJSPE。

## 概要
1959年5月に創設。日本のマルクス経済学分野における代表的な学会組織であり、日本経済学会連合の加盟学会である。2008年現在の会員数は約1,000名となっている。
学術研究団体としての種別は単独学会。日本学術会議協力学術研究団体である。
経済理論学会の代表者である代表幹事は、初代は大内兵衛であり、2022年から第14代幹事を福島大学名誉教授の後藤康夫が務めている。

## 活動内容
- 学術誌の刊行
  - 『季刊 経済理論』(Political Economy Quarterly)[4]
- 年次大会の開催

## 歴代代表幹事一覧
| 代 | 氏名       | 期間                  | 所属           |
| 1  | 大内兵衛   | 1958年5月 - 1973年6月 | 法政大学       |
| 2  | 三宅義夫   | 1973年7月 - 1977年3月 | 立教大学       |
| 3  | 石原忠男   | 1975年4月 - 1979年3月 | 中央大学       |
| 4  | 大島清     | 1979年4月 - 1981年3月 | 法政大学       |
| 5  | 野々村一雄 | 1981年4月 - 1983年3月 | 千葉商科大学   |
| 6  | 種瀬茂     | 1983年4月 - 1986年3月 | 一橋大学       |
| 7  | 井村喜代子 | 1986年4月 - 1992年3月 | 慶應義塾大学   |
| 8  | 鶴田満彦   | 1992年4月 - 1998年3月 | 中央大学       |
| 9  | 森岡孝二   | 1998年4月 - 2001年3月 | 関西大学       |
| 10 | 大谷禎之介 | 2001年4月 - 2007年3月 | 法政大学       |
| 11 | 柴垣和夫   | 2007年4月 - 2010年3月 | （元）東京大学 |
| 12 | 八木紀一郎 | 2010年4月 - 2016年3月 | 摂南大学       |
| 13 | 河村哲二   | 2016年4月 - 2022年3月 | 法政大学       |
| 14 | 後藤康夫   | 2022年4月 -           | （名）福島大学 |
| -- | ---------- | --------------------- | -------------- |